# Jito Kok
Jito Kok (Wageningen, 23 marzo 1994) è un cestista olandese.

## Carriera

### Club
Dopo il college alla University of San Diego, Kok ha esordito da professionista nella massima serie greca, disputando 13 partite con la maglia del Lavrio B.C.. Successivamente, nei primi mesi del 2017 (a partire dal febbraio) ha militato nel Rapla, squadra del massimo campionato estone.
Nell'estate 2017 si è trasferito al Valladolid, nel campionato di LEB Oro, la seconda divisione del campionato spagnolo. Qui ha giocato in media 25 minuti, segnato 7,2 punti e catturato 5,6 rimbalzi a partita.
Per la stagione 2018-19 è tornato in patria militando nei Dutch Windmills, formazione della città di Dordrecht che però sul finire di stagione è stata esclusa dal campionato olandese per problemi economici. Ad aprile Kok è approdato così in Belgio per disputare i play-off con i Kangoeroes Mechelen.

### Nazionale
Il 30 luglio 2017, durante un'amichevole tra Paesi Bassi e Italia, è stato protagonista di un contatto a rimbalzo che ha innescato la reazione di Danilo Gallinari, con il giocatore italiano che nell'occasione si è infortunato alla mano a causa del pugno sferrato ed è stato costretto a saltare EuroBasket 2017.

## Palmarès
- Supercoppa d'Olanda: 1

Heroes Den Bosch: 2022
- Coppa d'Olanda: 1

Heroes Den Bosch: 2024